# Quiero vivir
Quiero vivir (en ucraniano: Хочу жити, romanizado: Jochu zhyty; en ruso: Хочу жить, romanizado: Jochu zhit) es una línea directa para recibir apelaciones de militares rusos en Ucrania. Operado por la Dirección General de Inteligencia de Ucrania, el servicio está diseñado para ayudar a los militares rusos que no quieren participar en la invasión rusa de Ucrania a rendirse de manera segura a las Fuerzas Armadas de Ucrania. El proyecto garantiza la detención del personal militar que se entrega de acuerdo con los Convenios de Ginebra.
El servicio fue lanzado el 18 de septiembre de 2022 por el Comando de Coordinación para el Tratamiento de Prisioneros de Guerra, como parte de la continuación del proyecto destinado a informar a los militares rusos sobre la posibilidad de dejar las armas y salvar sus vidas; Un proyecto estatal especial inicialmente incluía una línea directa de 24 horas para aceptar informes del ejército ruso y sus familias llamada "Quiero vivir".
El 4 de mayo de 2023, el portavoz de la línea directa, Vitali Matvienko, declaró que recibió solicitudes de rendición de 3200 soldados rusos en abril de 2023, lo que representa un aumento del 10 por ciento con respecto a marzo de 2023. Agregó que la línea directa había recibido un total de 16.000 solicitudes de entrega desde su creación. Se ha accedido a su sitio web más de 36 millones de veces, 32 millones de las cuales se realizaron desde el territorio de la Federación Rusa.